# Jakow Wladimirowitsch Flier

Medaillonabbildung Fliers auf seinem Grab auf dem Kunzewoer Friedhof (Moskau)

Jakow Wladimirowitsch Flier (russisch Яков Владимирович Флиер; * 8. Oktoberjul. / 21. Oktober 1912greg. in Orechowo-Sujewo; † 18. Dezember 1977 in Moskau) war ein russischer Pianist und Klavierpädagoge.

## Ausbildung und Klavierwettbewerbe
Jabow Flier wuchs als eines von sieben Kindern des Uhrmachers Wladimir Michailowitsch Flier und seiner Frau Elisabeth Lasarewna in Orechowo-Sujewo auf. Die Mutter war musikalisch und spielte Klavier. Flier experimentierte am hauseigenen Instrument, zeigte Talent und erhielt ab seinem siebten Lebensjahr Unterricht an der Musikschule von Sergei Nikanorowitsch Korsakow. Ab 1923 besuchte er in Moskau die Vorbereitungsschule für das Moskauer Konservatorium und wurde dort von
G. P. Prokofjew und S. A. Koslowski unterrichtet. 1929 wechselte Flier in die Konservatoriums-Klasse von Konstantin Igumnow und beendete sein Klavierstudium 1934 mit höchster Auszeichnung und einem Eintrag als Goldmedaillist in die Ehrentafel des Konservatoriums nach dem Vortrag von Rachmaninows Drittem Klavierkonzert op. 30 in d-Moll. Anschließend absolvierte er bis 1937 ein Graduiertenstudium bei Igumnow, als dessen Assistent er nach Abschluss tätig wurde.
Im Jahr 1935 gewann Flier den gesamtsowjetischen All-Unions-Klavierwettbewerb in Leningrad, wurde dadurch landesweit bekannt und als Solist der Moskauer Philharmonischen Gesellschaft zu weitreichender Konzerttätigkeit engagiert. 1936 nahm er am Internationalen Wiener Klavierwettbewerb teil und errang dort vor Emil Gilels den ersten Platz, 1938 wurde er Drittplatzierter beim Concours Eugène Ysaÿe in Brüssel.

## Karriere
Er war vor allem für seine Interpretationen von romantischer Klaviermusik bekannt, obwohl er sich auch Zeitgenossen wie Dmitri Kabalewski widmete. Auf Grund einer Verletzung zog Flier sich bald vom Konzertgeschehen zurück und wurde Professor am Moskauer Konservatorium, wo er viele bedeutende Schüler hervorbrachte, darunter Luba Edlina, Nina Lelchuk, Sergei Musaeljan, Bella Davidovich, Wiktoria Postnikowa, Lew Wlassenko, Regina Shamvili, Rodion Schtschedrin, Mikhail Rudy, Vladimir Feltsman, Shoshana Rudiakov, Mūza Rubackytė, Mikhail Faerman und Michail Pletnjow.
Zu seinen Kammermusikpartnern zählte Daniil Schafran.

## Auszeichnungen

### Preise
- 1933: Goldmedaille des Moskauer Konservatoriums[6]
- 1935: Erster Platz beim zweiten Gesamtsowjetischen Klavierwettbewerb in Leningrad
- 1936: Erster Platz beim Internationalen Klavierwettbewerb in Wien
- 1938: Bronzemedaille beim Concours Eugène Ysaÿe in Brüssel

### Sowjetische Ehrungen
- 1937: Orden Zeichen der Ehre
- 1946: Orden des Roten Banners der Arbeit
- 1947: Verdienter Künstler der RSFSR
- 1954: Orden Zeichen der Ehre
- 1962: Volkskünstler der RSFSR
- 1966: Volkskünstler der UdSSR

## Film (Auswahl)
- Яков Флиер. Рыцарь романтизма (Jakow Flier. Ritter der Romantik). Dokumentarfilm (2007), 53 Min., Regisseur: Nikita Tichonow, Drehbuch: Julia Tichonowa.[7]